# Jintang-Brücke
Die Jintang-Brücke (chinesisch 金塘大桥, Pinyin Jīntáng dàqiáo) ist eine 21.029 Meter lange Autobahnbrücke in China, welche die Insel Jintang mit dem Festland verbindet und von der Autobahn Ningbo–Zhoushan (G9211) genutzt wird. Die Jintang-Brücke gehört zu den längsten Straßenbrücken der Welt.
Das Bauwerk ist eine Spannbeton-Balkenbrücke, einzig die Hauptöffnung in der Mitte wird durch eine Schrägseilbrücke mit Stahlbalkenträger gebildet. Sie weist eine Spannweite von 620 Meter auf und kann gleichzeitig von zwei Massengutfrachtern mit 50.000 BRT unterfahren werden. Auf der Ostseite befindet sich eine weitere Öffnung für die Schifffahrt mit 216 Meter Spannweite und an der Westseite eine solche mit 156 Metern. Der Rest der Brücke ist in verschiedene Abschnitte mit durchlaufenden Trägern aufgeteilt, die insgesamt aus 344 mehrheitlich 60 Meter langen Feldern bestehen.
Die Baukosten der Brücke beliefen sich auf 7,7 Milliarden RMB, umgerechnet 1,5 Milliarden US-Dollar. Die Eröffnung war ursprünglich für November 2009 geplant, verzögerte sich aber um einen Monat nachdem im März 2008 ein Frachtschiff mit der Brücke kollidiert war und eines der 3000 Tonnen schweren Felder ins Meer stürzte.